# Калинга (народ)

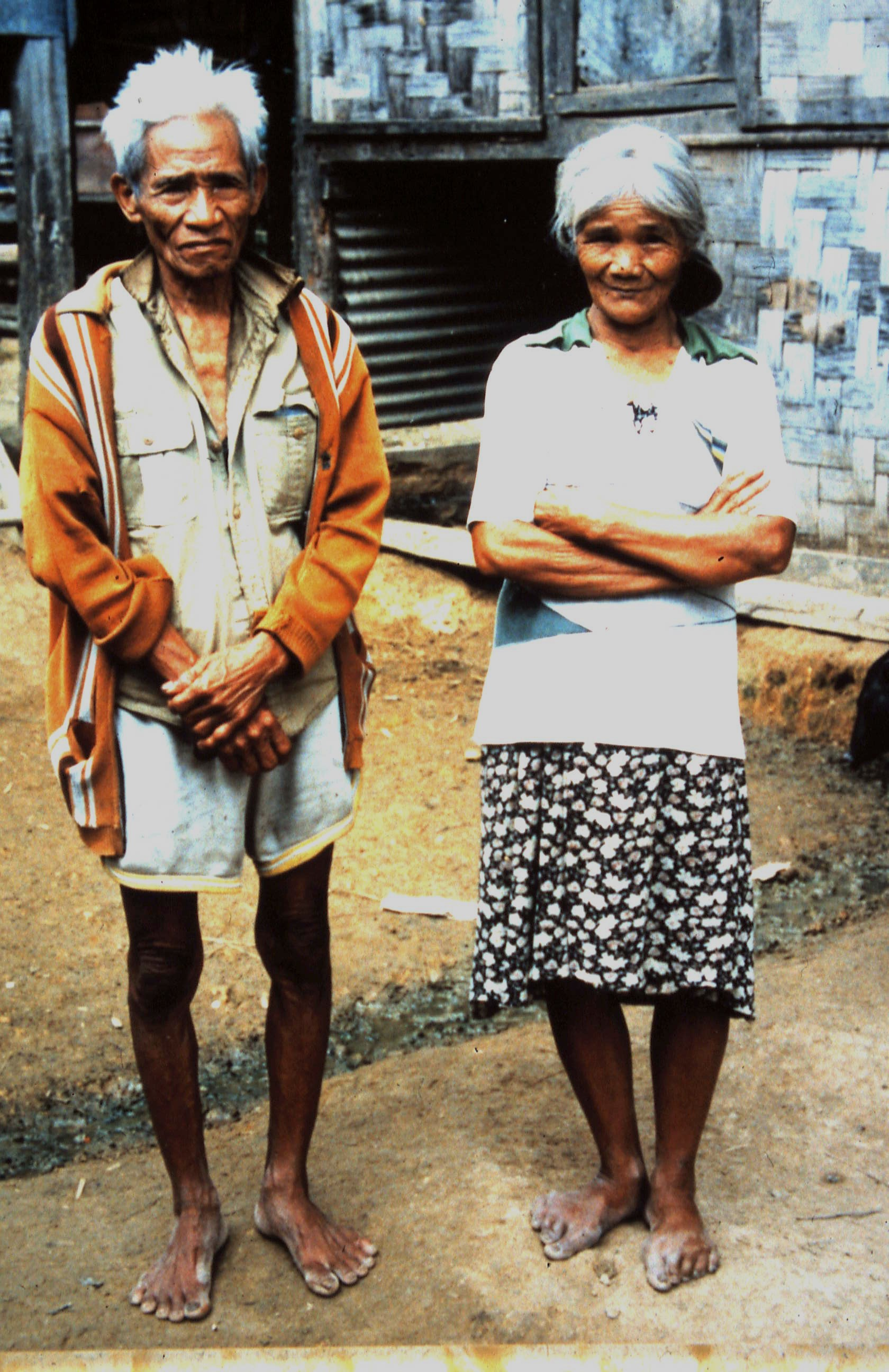
Семейная пара калинга

Кали́нга — филиппинский народ, проживающий в северной части острова Лусон. Численность народ достигает до 120 000 человек. Народ включает в себя несколько групп, которые близки к другим народностям Филиппин.

## Происхождение названия
Своё название калинга получили от соседних народов, с которыми они много враждовали. В переводе с их языка слово «калинга» означает «враги».

## Религия
Большая часть народа калинга придерживаются традиционных верований. Согласно их религии, мир подразделяется на пять областей, от подземной до небесной. Эти области населены духами и богами, главный из которых обитает на небе. Однако есть небольшое количество людей, придерживающихся христианства католического и протестантского толков.

## Язык
Язык народа калинга относится к австронезийской семье западно-австронезийской языковой группы. В народе распространены диалекты, свойственные отдельным группам. Калинга Так же владеют английским языком и несколькими филиппинскими наречиями.

## Место обитания

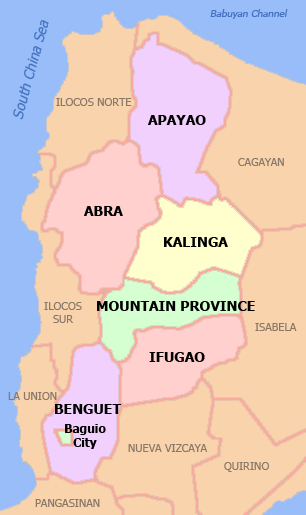
Политическая карта северной части острова Лусон.

Калинга обитают в компактных деревнях, расположенных в горных долинах в северной части острова Лусон (Tani Masakazu 1999: 300). Свои дома калинга возводят на сваях, делая их прямоугольной или восьмиугольной формы. В прошлом дома могли размещаться в кронах деревьев. Столицей Калинга является поселение «Лубуаган» (Barton R.F. 1958: 212).

## Быт и жизненный уклад
До начала XX века, пока не было установлено управление Американской колониальной администрации, калинга были охотниками за головами (Bacdayan Albert S. 1969: 62). Черепа врагов они добывали при помощи топоров и использовали для украшения своих жилищ. Традиционная одежда: набедренная повязка для мужчин, юбка из не сшитого полотна материи, украшенная цветными полосками, для женщин. С XX века носят современную одежду общефилиппинского стиля. Родство в семьях определяется как по мужской так и по женской линиям. Родственники живут отдельно, небольшими семьями. В обществе сохранилось деление на классы по имущественному признаку. Традиционным занятием народа калинга является земледелие. Благоприятный климат островов позволяет получать по два урожая в год. Животноводство не используется, для добычи мяса калинга предпочитают пользоваться охотой и рыбной ловлей. Среди ремесленников главным занятием является обработка дерева.